# Tyzenhauzowie

Herb Bawół

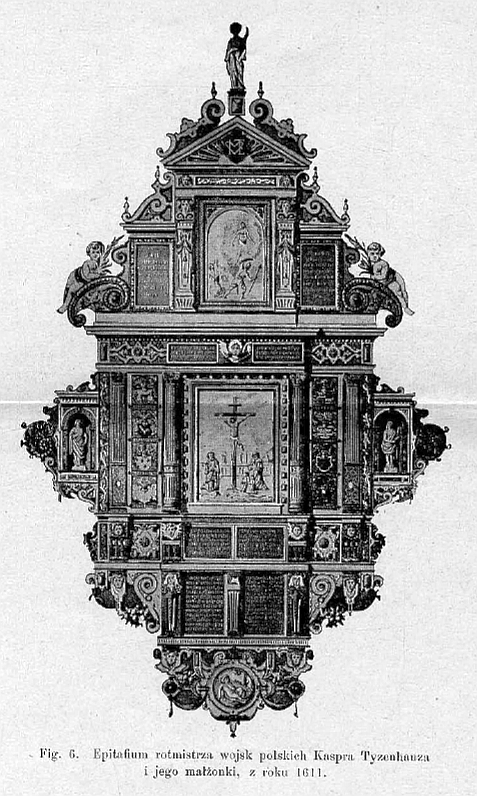
Nagrobek rotmistrza Kaspra Tyzenhausa w Katedrze w Rydze

Tyzenhauzowie – polska rodzina szlachecka z Inflant herbu Bawół (niem. Tiesenhausen).

## Znane postacie historyczne
- Kasper Tyzenhaus – rotmistrz w wojskach Rzeczypospolitej i obrońca Tartu (Dorpatu) podczas wojny ze Szwecją w 1600 roku.
- Jan Zygmunt Tyzenhauz (ur. ok. 1630) – chorąży litewski, dworzanin króla Jana II Kazimierza (prawdopodobnie o nim wspomina H.Sienkiewicz w powieści "Potop")
- Jerzy Tyzenhauz - miecznik wielki litewski w latach 1650-1679
- Gothard Jan Tyzenhauz (zm. 1669), duchowny katolicki, biskup smoleński od 1668.
- Stefan Tyzenhauz (zm. 28 lutego 1708), wojewoda nowogródzki od 1689, kuchmistrz wielki litewski i podstoli wielki litewski od 1687.
- Jan Stefan Tyzenhauz (zm. 1730), wojewoda mścisławski w 1714 roku, pisarz wielki litewski w 1699 roku.
- Antoni Tyzenhauz (ur. 1733, zm. 31 marca 1785), podskarbi nadworny litewski i starosta grodzieński od 1765.
- Antoni Tyzenhauz (ur. 1756 roku, zm. 19 lutego 1816 roku), generał Wielkiego Księstwa Litewskiego, chorąży wileński, starosta rohaczewski
- Ignacy Tyzenhauz (ur. 1760, zm. 1822 roku), generał major Armii Wielkiego Księstwa Litewskiego, członek Komisji Rządu Tymczasowego Wielkiego Księstwa Litewskiego w 1812 roku, starosta posolski.
- Konstanty Tyzenhauz (ur. 3 czerwca 1786 r., zm. 16 marca 1853 r.) – ornitolog, malarz.

## Dwory, pałace i zamki

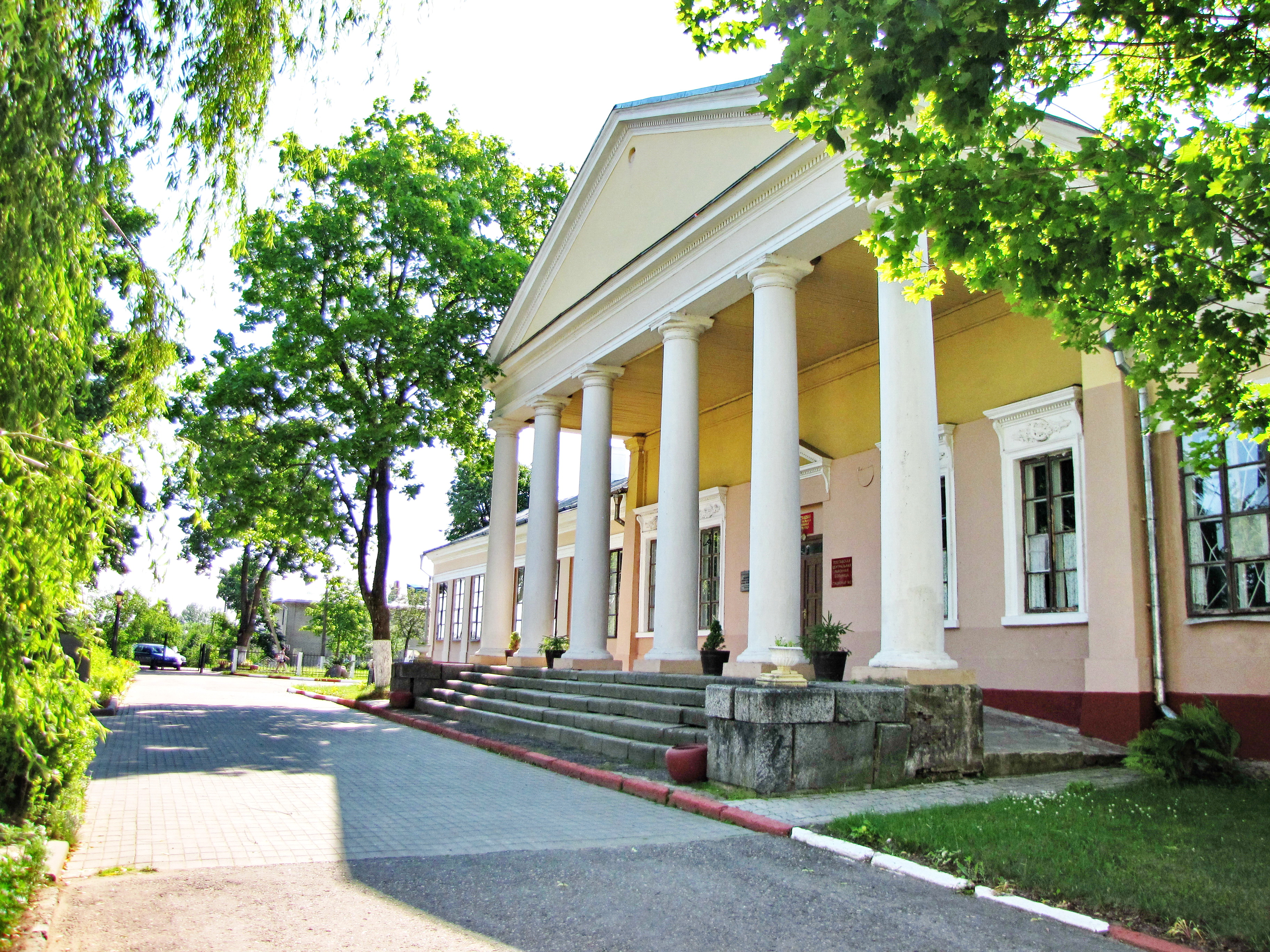
Pałac w Postawach
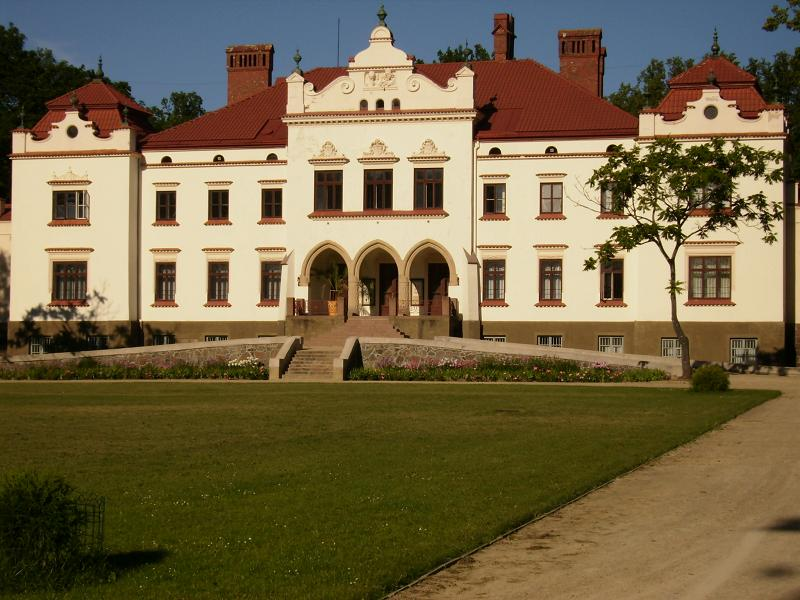
Pałac w Rokiszkach
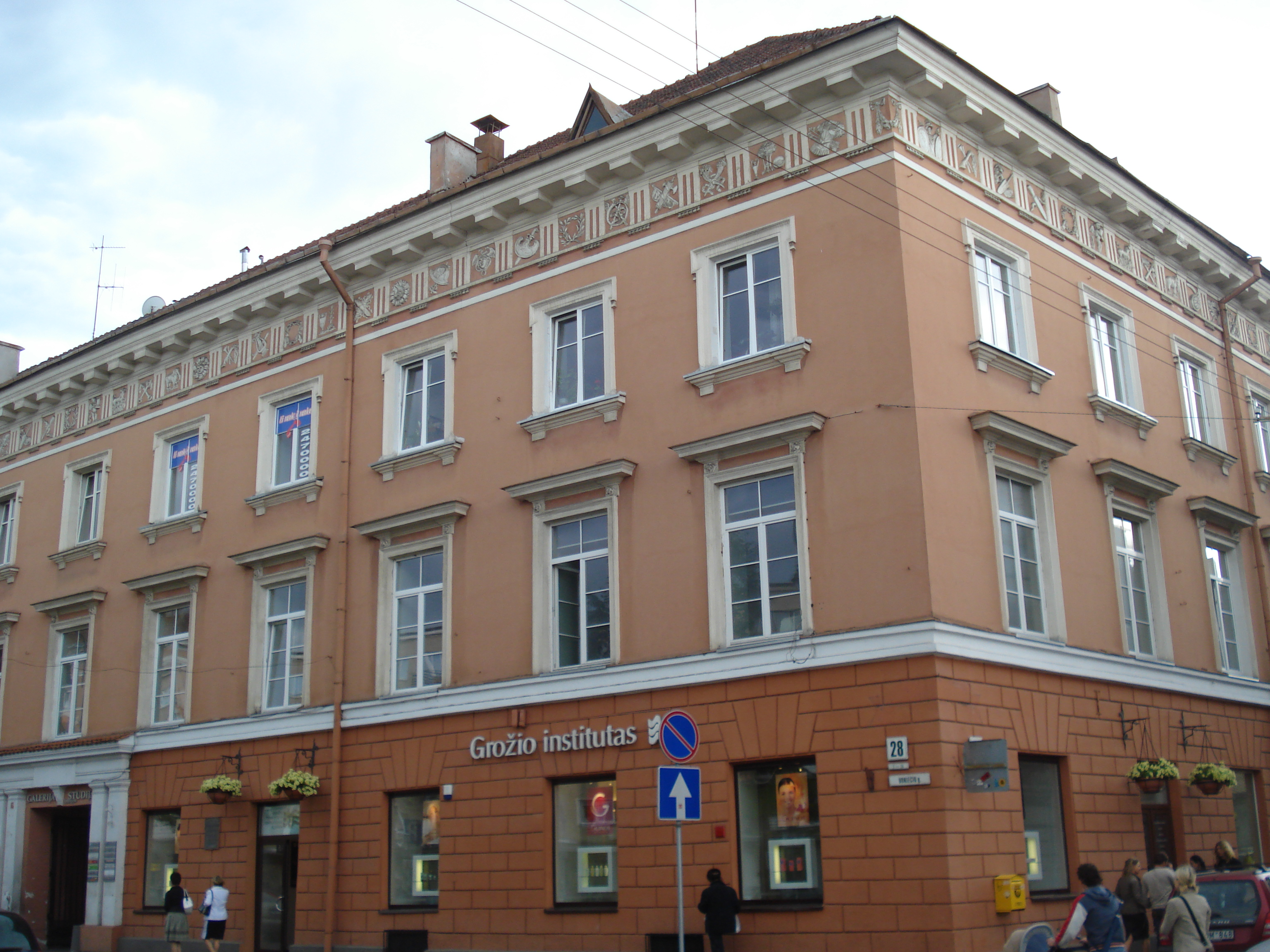
Pałac w Wilnie
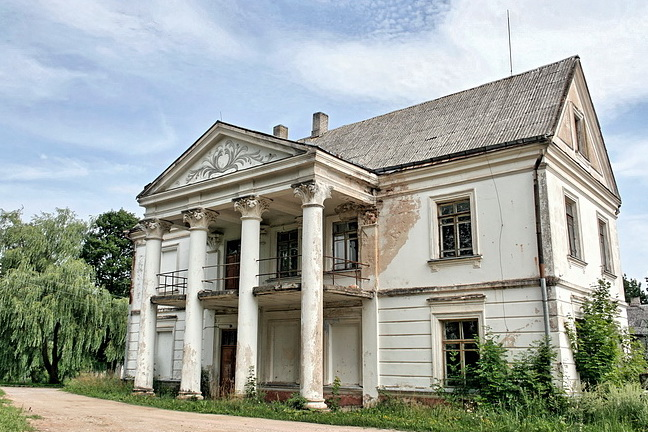
Dwór w Wieprzach
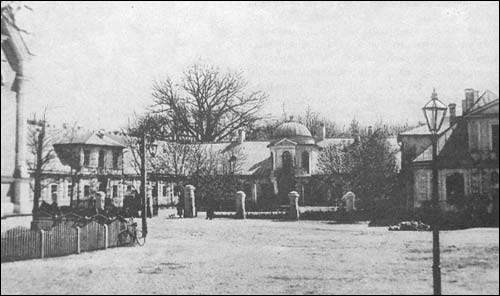
Pałac w Grodnie (nie istnieje)
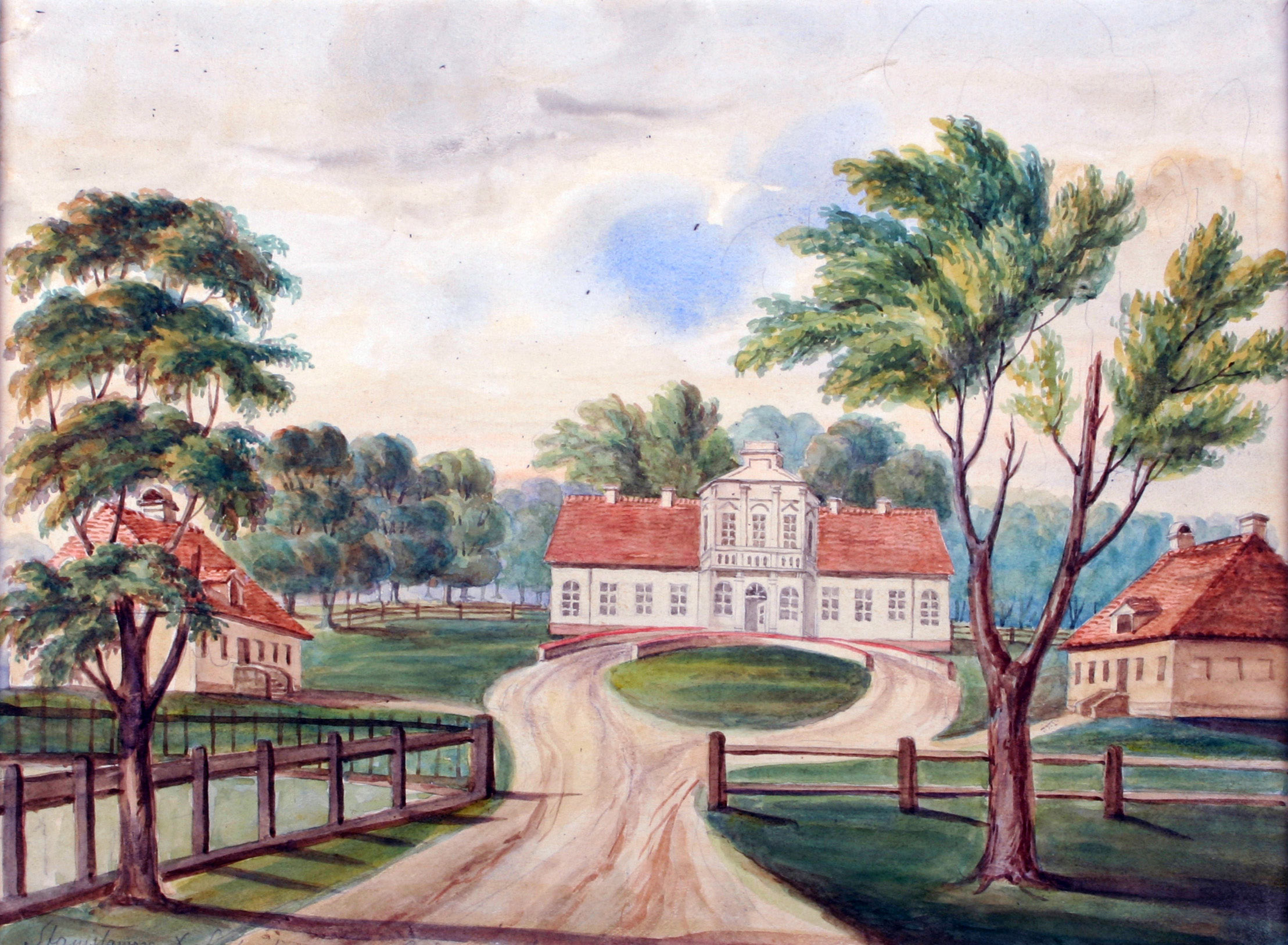
Pałac Stanisławówka w Grodnie wybudowany przez Antoniego Tyzenhauza dla króla Stanisława Augusta Poniatowskiego
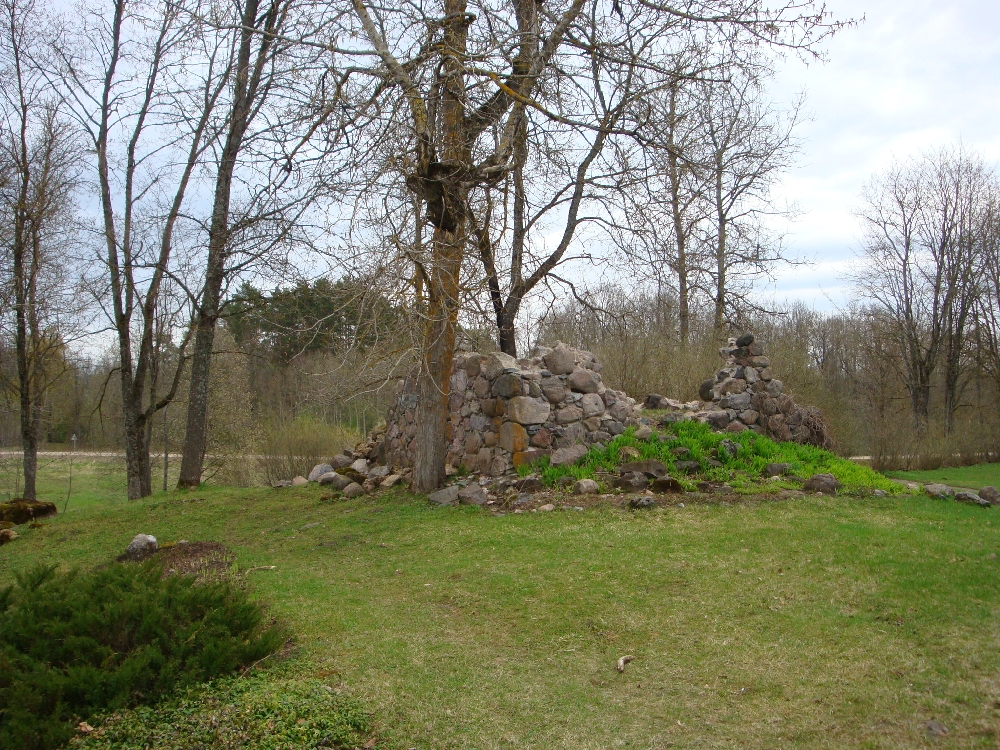
Ruiny zamku w Bērzaune
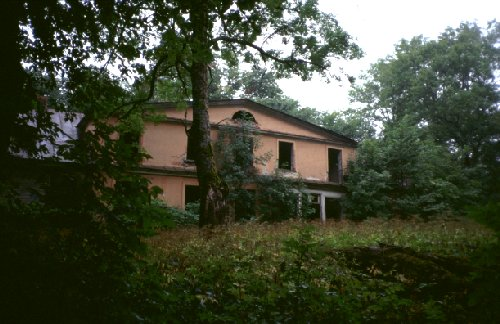
Dwór wzniesiony na fundamentach zamku w Tirza

- Siedziba Tyzenhauzów znajdowała się również w Laši (Alt-Lassen) na Łotwie.